# Buntungwa (Luanshya)
Buntungwa è un ward dello Zambia, parte della Provincia di Copperbelt e del Distretto di Luanshya.